# Хулбук
37°46′44″ пн. ш. 69°33′20″ сх. д. / 37.77888889° пн. ш. 69.55555556° сх. д.
Хулбу́к — археологічний комплекс у селі Курбоншахід Восейського району Хатлонської області Таджикистану. 1999 року Хулбук був включений до списку кандидатів Світової спадщини ЮНЕСКО.
До складу комплексу входять:
- середньовічна фортеця IX століття
- палац князя Хатлону
- фрагменти древнього городища

У часи розквіту Хулбук був центром регіону Хуттал, який в X столітті входило до складу Держави Саманідів. В IX–XIII століттях Хулбук був столицею намісників середньоазійських імперій, які володіли регіоном. Хуттал займав територію між річками Вахш та Пяндж та входив до складу древньої Бактрії. ніхто із середньовічних географів не описав точно кордони Хутталу, але однозначно столицею називали саме Хулбук, який занепав після XII століття. Хуттал мав декілька великих міст — Левакенд, Хелаверд, Тамліят, Паргар, Андіджагар та Мунк, який був навіть більшим за столицю.
Загальна площа городища становить 70 га, хоча більша частина його знаходиться під сучасними будівлями. На сьогодні збереглись цитадель, палац князя та руїни деяких древніх споруд. Нині городище є історичним музеєм-заповідником, який має площу всього 16 га. З 2006 року він відкритий для відвідувачів після тривалої реконструкції. Тут зібрана велика колекція речей, знайдених при розкопках городища, і створена картинна галерея сучасного образотворчого мистецтва.
Цитадель має форму прямокутника розмірами 50 на 150 м і складається з двох частин. Південна частина розмірами 50 на 50 м обнесена стіною висотою 15 м. Північна частина хоча і більша по площі, але її стіни мають висоту всього 10 м. Палац правителя знаходиться всередині цитаделі. Після археологічних розкопок було знайдено понад 5 тисяч різних артефактів, які дозволили більше дізнатись про побут і зайнятість місцевого населення. Окрім того були знайдені фрагменти настінного живопису, техніка і мотиви якого використовувались тут ще до приходу сюди ісламу. Міські будівлі були зведені із обпаленої цегли та цегли-сирцю, а стіни покривались штукатуркою, підлога викладалась теракотовим паркетом. Існував також водопровід (труби діаметром 60 см, довжиною до 100 см) та каналізація у вигляді глибоких до 6 м сміттєвих ям, цегляних каналів та керамічних труб. При розкопках були знайдені опалювальні системи декількох типів. Найпоширенішим було переплетіння керамічних труб довжиною до 50 см та діаметром 10-15 см під підлогою. По цих трубах пускали нагріте повітря. Іншими пристосуваннями були заглиблення у підлозі глибиною 30-50 см та шириною не більше 100 см, або великий глек хум, до якого засипали деревне вугілля.
Розкопки проводились:
- 1953—1954 роки — Є.Давидович, Б.Літвінський
- 1957—1964 роки — Ю.Якубов
- 2003—2006 роки

1952 року археологи провели перше дослідження містечка Хіштеппа («Цегляний пагорб»), де, як вважали, знаходиться древня столиця. Це місце привабило археологів тому, що тут на великій площі були розкидані шматки глиняного посуду та скла, керамічний та металічний шлак, але найбільше — шматки обпаленої цегли. Подальші розкопки підтвердили, що на цьому пагорбі знаходився палац. Він розташований на рівному майданчику і займав усю цитадель довжиною 300 м. Стіни палацу складені із цегли-сирцю, облицьованого обпаленою цеглою. Палац мав прямокутні кімнати та довгі і широкі до 4 м коридори. Підлога була вкрита обпаленим паркетом. Стіни та стеля були вкриті різьбленням по алебастру, настінним живописом (воїни, музиканти та музичні інструменти, рослинний орнамент, геометричні фігури, стилізована арабська в'язь, риби та фантастичні звірі з людськими рисами). Пізніше живопис був вкритий глиною та штукатуркою, що можна пояснити відсутністю в ісламі зображень у живописі людей.
В одній із сміттєвих ям були знайдені монети, карбовані від імені газневидського правителя Масуда (1030—1041 роки). В одній із ям знайшли хулбуцькі шахи із 20 цілих та 8 фрагментованих фігурок. Усі вони були виконані зі слонової кістки. Знайдені також фрагменти блюда, на якому зображені 4 коня. Це підтверджує думку про існування хуттальських скакунів, які формували основу кінниці Александра Македонського. Не менш цікавими знахідками були люстрова кераміка із іранського міста Рей та різноколірні шматочки скла, виготовленого хуттальськими майстрами. Подальші розкопки довели, що під палацом знаходиться більш старіші будівлі. Це підтверджує думку, що даний палац збудований на руїнах більш старішого.